# Sporobolus cordofanus
Sporobolus cordofanus är en gräsart som först beskrevs av Ferdinand von Hochstetter och Ernst Gottlieb von Steudel, och fick sitt nu gällande namn av Hérincq och Ernest Saint-Charles Cosson. Sporobolus cordofanus ingår i släktet droppgräs, och familjen gräs. Inga underarter finns listade i Catalogue of Life.